# Interventional Neuroradiology
Interventional Neuroradiology (Neurorradiología intervencionista) es una revista médica bimestral revisada por pares que cubre la neurorradiología. Fue establecido en 1995 y es publicado por SAGE Publications. El editor en jefe es Waleed Brinjikji (Mayo Clinic). Según Journal Citation Reports, la revista tiene un factor de impacto en 2021 de 1,760.

## Métricas de revista
2023
- Web of Science Group :1.61
- Índice h de Google Scholar: 38
- Scopus: 1.624